# فرایند انجماد سریع
استفاده از سرمایش زیاد یا فوق سرمایش زیاد (RSP) برای ایجاد سرعت بالا در حرکت جبهه انجماد است.

## تاریخچه
در بین سالهای ۱۸۶۰ تا ۱۸۷۰ میلادی برای اولین بار جهت ایجاد فویلهای فلزی از روش Splat cooling استفاده شد.
برای این منظور یک قطره از مذاب را در معرض وزش هوای شدید قرار می‌دادند و مذاب را با برخورد به یک صفحه مسی سرد کردند.

## طبقه‌بندی روش‌ها
اتمیزه کردن Atomization
پخش بسیار ریزی از قطرات از مذاب زمانی که مذاب با یک جریان با انرژی بسیار بالا حاصل از یک منبع گازی فشرده رانده می‌شوند.
روش سرمایشی Chill
چرخ دوار حامل مذاب یکی از مهم‌ترین و گسترده‌ترین روشهای تولید است که هم سرمایش مطلوب و هم روش تولید ساده، آن را به یکی از بهترین روشهای تولید RSP بدل کرده‌است.
در این روش می‌توان ریبون‌های پیوسته از مذاب حتی با ضخامت ۳ میلیمتر تهیه کرد که از سال ۱۹۱۱ استفاده می‌شود.
روش پیشرفته منجر به تولید روش Planer Flow Casting شده‌است.
کوئنچ سریع مذاب توسط سطح زیرپایه Quenching
هدف اصلی این روش بهبود سطح زیر ساخت توسط انجماد سریع لایه مذاب بالای آن است.
منبع گرما عمدتاً لیزر یا پرتوهای الکترونی است که کار دوباره ذوب کردن سطح و ایجاد لایه نازک مذاب را بر عهده دارند.
در این روش نیازی به ایجاد جوانه نیست چون زبانه‌های ماده زیر ساخت خود مکان مناسبی برای هسته‌زایی به حساب می‌آیند.